# Europeisk kulturhuvudstad

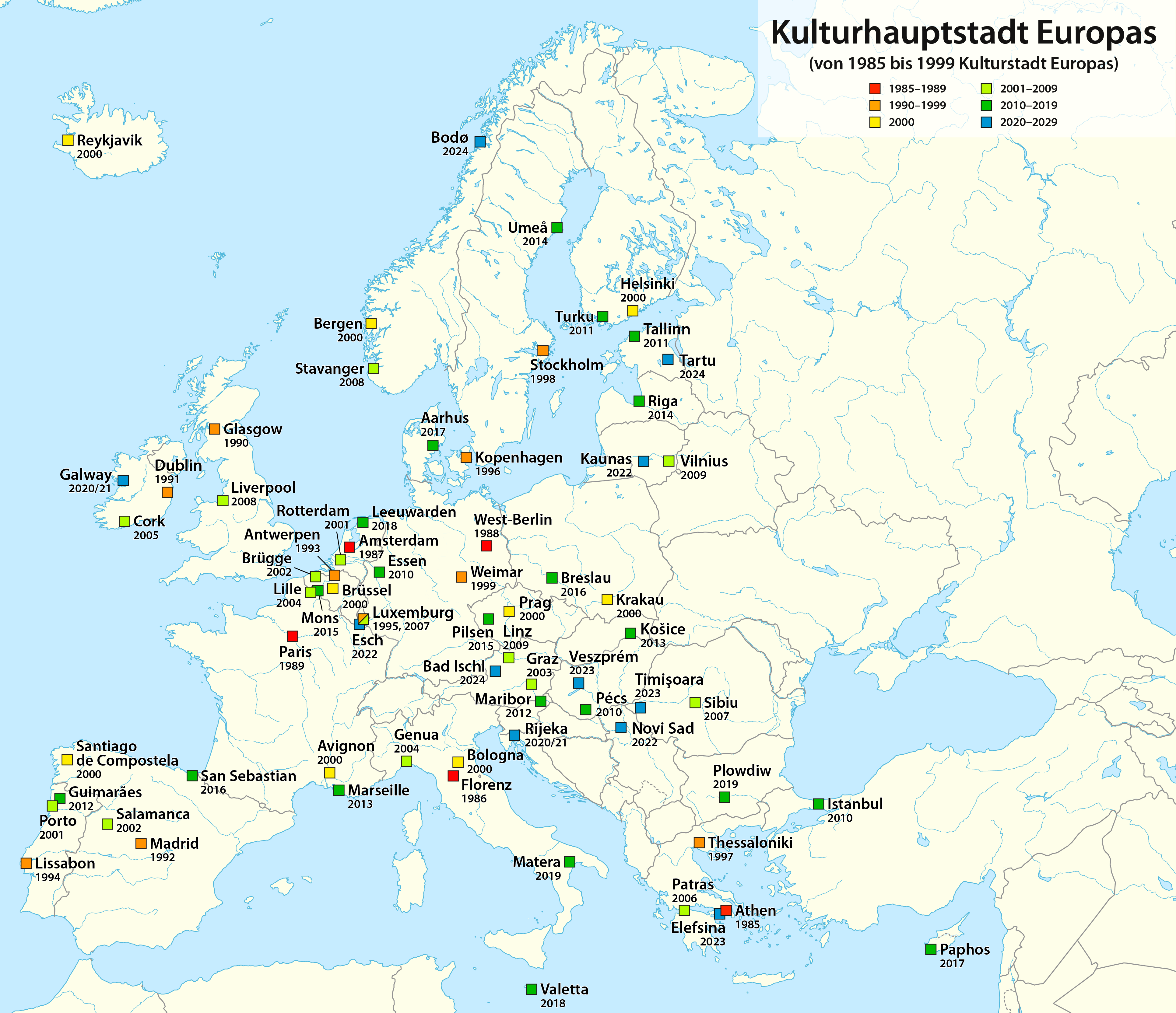

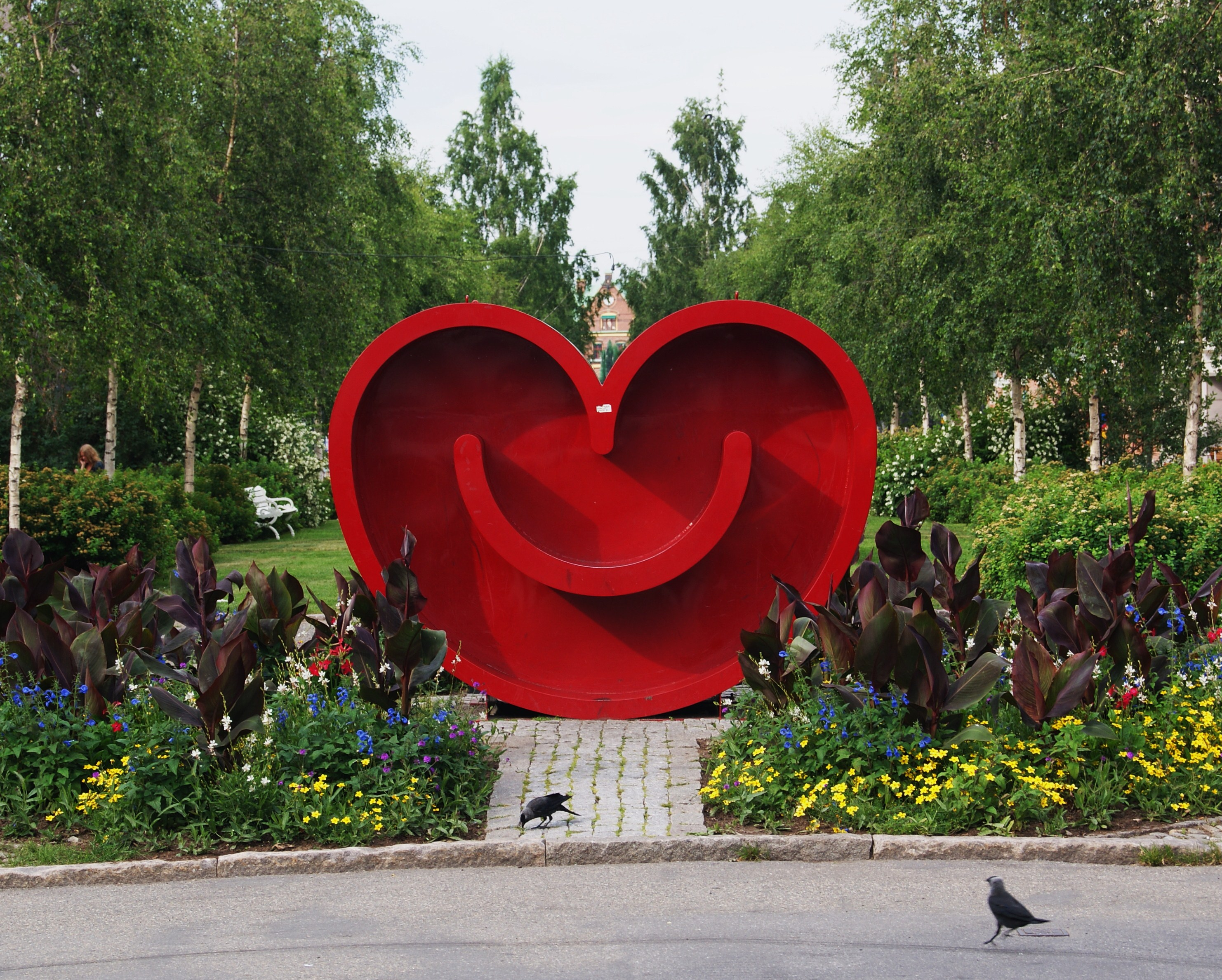
Det leende hjärtat var Umeås symbol när staden var Europas kulturhuvudstad 2014.

Europeisk kulturhuvudstad är en stad i Europa som av Europeiska unionen utsetts till kulturhuvudstad och fått möjligheten att visa upp och utveckla sitt kulturliv.

## Historia
År 1985 startades ett projekt som kom att kallas Europas kulturstad. Syftet var att föra Europas folk närmare varandra. 15 år senare ändrades benämningen till Europas kulturhuvudstad. Fram till år 2004 valdes en stad ut med ett gemensamt beslut mellan medlemsländerna.

## Förfarande
Varje år väljs en eller flera städer ut av en jury, bestående av sju personer. Även kommissionen ger en rekommendation. Under året då Stockholm var kulturstad blev besökarsiffrorna i staden rekordhöga, med 11 procent fler besökare än året tidigare.[källa behövs] Turisterna besökte bland annat kungliga operan, museer och teatrar. Till de olika evenemangen köptes 72 procent fler biljetter än året innan.

## Kulturhuvudstäder
- 1985 Aten (Grekland)
- 1986 Florens (Italien)
- 1987 Amsterdam (Nederländerna)
- 1988 Västberlin (Västtyskland)
- 1989 Paris (Frankrike)
- 1990 Glasgow (Storbritannien)
- 1991 Dublin (Irland)
- 1992 Madrid (Spanien)
- 1993 Antwerpen (Belgien)
- 1994 Lissabon (Portugal)
- 1995 Luxemburg (Luxemburg)
- 1996 Köpenhamn (Danmark)
- 1997 Thessaloniki (Grekland)
- 1998 Stockholm (Sverige)
- 1999 Weimar (Tyskland)
- 2000 Avignon (Frankrike), Bergen (Norge), Bologna (Italien), Bryssel (Belgien), Helsingfors (Finland), Krakow (Polen), Prag (Tjeckien), Reykjavik (Island) och Santiago de Compostela (Galicien, Spanien)
- 2001 Porto (Portugal) och Rotterdam (Nederländerna)
- 2002 Brygge (Belgien) och Salamanca (Spanien)
- 2003 Graz (Österrike)
- 2004 Genua (Italien) och Lille (Frankrike)
- 2005 Cork (Irland)
- 2006 Patras (Grekland)
- 2007 Luxemburg och Grande région[1] (Luxemburg) och Sibiu (Rumänien)
- 2008 Liverpool (Storbritannien) och Stavanger (Norge)
- 2009 Linz (Österrike) och Vilnius (Litauen)
- 2010 Istanbul (Turkiet), Essen (Tyskland) och Pécs (Ungern)
- 2011 Tallinn (Estland) och Åbo (Finland)
- 2012 Guimarães (Portugal) och Maribor (Slovenien)
- 2013 Marseille (Frankrike) och Košice (Slovakien)[2]
- 2014 Umeå (Sverige) och Riga (Lettland)[3]
- 2015 Mons (Belgien) och Plzeň, (Tjeckien)
- 2016 San Sebastián (Spanien) och Wrocław (Polen)
- 2017 Århus (Danmark) och Pafos (Cypern)[4]
- 2018 Valetta (Malta)[4] och Leeuwarden (Nederländerna)[5]
- 2019 Matera (Italien)[6] och Plovdiv (Bulgarien)[7]
- 2020 Galway (Irland) och Rijeka (Kroatien)
- 2021 Föregående års städer, ingen ny tillträdde
- 2022 Novi Sad (Serbien), Kaunas (Litauen) och Esch-sur-Alzette (Luxemburg)
- 2023 Timișoara (Rumänien), Eleusis (Grekland) och Veszprém (Ungern)
- 2024 Tartu (Estland), Bad Ischl (Österrike) och Bodø (Norge)[8]
- 2025 Nova Gorica (Slovenien) och Chemnitz (Tyskland)[8]

### Framtida
- 2026 Uleåborg (Finland) och Trenčín (Slovakien)[8]
- 2027 Liepāja (Lettland) och Évora (Portugal)[8]
- 2028 České Budějovice (Tjeckien), Skopje (Nordmakedonien) och Bourges (Frankrike)[8]
- 2029 Lublin (Polen) och Kiruna (Sverige)[9]

#### Ännu ej fastställda städer
Länder där kommande kulturhuvudstäder kommer att vara:
- 2030 (Cypern), (Belgien)
- 2031 (Malta), (Spanien)
- 2032 (Bulgarien), (Danmark)
- 2033 (Nederländerna), (Italien)